# Einfügedämpfung
Die Einfügedämpfung {\displaystyle a_{I}} (engl. Insertion Loss, IL) gibt die Abschwächung eines Signals durch ein Bauteil an, das in einen Signalweg eingefügt wird. Sie wird auch als die Summe aus Koppelverlust und Zusatzdämpfung umschrieben. Bei dem eingefügten Bauteil kann es sich z. B. um einen passiven Filter oder eine Steckverbindung handeln. Bei guten Steckverbindungen, z. B. einem Steckverbinder, stellt die Einfügedämpfung ein wichtiges Kriterium dar.
Die Einfügedämpfung beschreibt das Verhältnis zwischen (am Bauteil) einfallender Leistung {\displaystyle P_{\text{in}}} und durchgelassener Leistung {\displaystyle P_{\text{out}}}. Da die Einfügedämpfung in dB angegeben wird, wird folgende Formel verwendet:
{\displaystyle a_{I}=10\cdot \log \left({\frac {P_{\text{in}}}{P_{\text{out}}}}\right)\,\mathrm {dB} }
Bei Filtern und Kopplern wird die Einfügedämpfung meist in Abhängigkeit vom Frequenzbereich des Nutzsignals ermittelt.
Die Einfügedämpfung kann auch mittels der Streuparameter (S-Parameter) ausgedrückt werden als:
{\displaystyle {\begin{aligned}a_{I}&=-10\log \left(\left|S_{21}\right|^{2}\right)\,\mathrm {dB} \\&=-20\log \left(\left|S_{21}\right|\right)\,\mathrm {dB} \end{aligned}}}